# Вихельхофенхауз
Вихельхофенхауз (нем. Wichelhovenhaus) — кирпичное здание, расположенное в городе Изерлон и являющееся памятником архитектуры; было построено в 1926—1927 годах.

## История и описание
Вихельхофенхауз — расположенный в городе Изерлон по адресу улица Theodor-Heuss-Ring, дом 4-6 — представляет собой мощное ступенчатое кирпичное здание, в котором также используется известковый туф (травертин). Оно было построено в период с 1926 по 1927 год по проекту кёльнского архитектурного бюро «Ullmann & Eisenhauer» для типографии «Wichelhoven». Симметричная конструкция здания с двумя ступенчатыми этажами разделена на две части портиком-входом и «полосой окон» (нем. Fensterband). Строгость основной конструкции несколько оживляет ряд декоративных элементов, таких как фрамуги на входе и декоративные узоры (нем. Zierverbände) на карнизе. Просторный холл, в который ведёт основной вход в здание, украшен мозаичным полом и цветными окнами с геометрическим орнаментом. На лестничной площадке располагается фонтан с мраморной фигурой, изготовленной скульптором Робертом Кауэром Старшим (нем. Robert Cauer der Ältere, 1831—1893) в 1886 году.
По состоянию на начало XXI века, среди прочих компаний в здании располагалось и издательство местной газеты «Iserlohner Kreisanzeiger und Zeitung». Само же здание принадлежало фонду «Wichelhovenhaus», целью которого являлось сохранение здания, поскольку 20 июня 1983 года оно было внесено в список памятников архитектуры города (№18, LWL-Nr. 161).